# マキナック橋

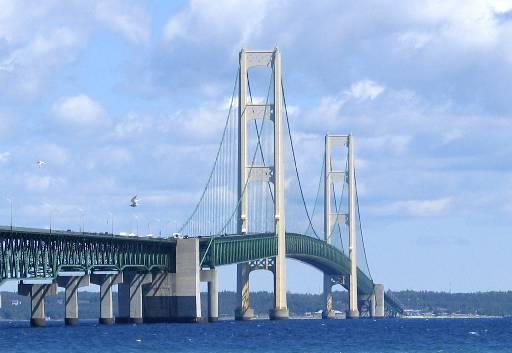
マキナック橋

マキナック橋（マキナックばし/マキノーばし、Mackinac Bridge）は、アメリカ合衆国ミシガン州を構成する2つの半島、アッパー半島とロウアー半島を結ぶ吊橋。アッパー半島のセントイグナスとロウアー半島側のマキノーシティ(Mackinaw City)を結んでいる。最大中央径間（主塔間）は1,158mで世界第27位、全長は8,038mである。
現地ではcを発音せず、「マキノー」に近い発音がなされるが、日本語では土木・建設業界と関連する学会の慣例として橋の名は「マキナック」と読まれることが多い（ただし地名に関しては現地での発音通り「マキノー」、もしくは「マッキノー」の表記が多く見られる）。また、Mighty Mac、Big Macなどの愛称でもよく呼ばれる。1880年代に既に構想があったが、何十年にもわたって頓挫し、完成したのは第二次世界大戦後の1957年であった。橋を設計したのはデビッド・スタインマン（David B. Steinman）であった。
現地でMackinacとつづりマキノーと発音するのはフランス語に由来するためである。また、「a」を「オー」と発音するのはケベック・フランス語の影響を受けたものである。これはインディアンのMachinnimakinong（マシンニマキノン、マシンニマキノク゚）を、1715年にフランス移民がMichilimackinac（ミシリマキノク゚、ミシリマキノー）と発音したことによる。このため、ロウアー半島もMackinawとスペルは違うものの、同じ「マキノー」と発音する。
ロウアー半島のMackinawは1761年、イギリスがフランスよりこの地を奪取した後、英語読みにするためMackina「c」からMackina「w」に改名され、さらにMichilimackinawを縮めて現在のMackinawとなった。このため、アッパー半島ではMackinacとつづり、ロウアー半島ではMackinawと綴るものの、同じ発音である。
なお、この項目では日本語における慣例に従い、橋の名は「マキナック橋」、湖峡および地名は「マキノー」と表記する。

## アンカーレイジ間世界最長の吊り橋
マキナック橋は1957年11月1日に完成した。この橋の完成によって、マキノー海峡を隔てたミシガン州の2つの半島、アッパー半島とロウアー半島は道路で結ばれ、冬季には氷結のために運航できなくなるフェリーによって両半島間を行き来した時代は終わった。その翌年の1958年、マキナック橋は正式に「アンカーレイジ間世界最長の吊り橋」というタイトルを得た。通常、吊橋の長さには主塔間の長さである中央径間が用いられるが、これではゴールデンゲートブリッジを超えることができないため、「アンカーレイジ間」という基準を設けることによって「世界一」を名乗ったのであった。このアンカーレイジ間という基準では、マキナック橋はゴールデンゲートブリッジ、サンフランシスコ・オークランド・ベイブリッジ西橋の両方を上回っていた。
アンカーレイジ間2,626mのマキナック橋は、2007年現在においてもアンカーレイジ間西半球最長の吊橋である。東半球を含めると1998年に完成した明石海峡大橋が中央径間（1,991m）、アンカーレイジ間（3,909m）ともに世界最長で、マキナック橋をしのぐ。しかし、明石海峡の幅が約3.8kmであるのに対し、マキノー海峡は幅8kmあり、マキナック橋は吊橋部分のアンカーレイジにさしかかるまでのトラス橋部分が長いため、全長は8,038mにおよび、明石海峡大橋（3,911m）の2倍以上である。
マキナック橋の中央径間長は1,158mで、世界では第27位の長さである。またアメリカ合衆国内ではヴェラザノ・ナローズ・ブリッジ、ゴールデンゲートブリッジに次いで第3位である。

## 歴史

### 架橋への機運
橋が架かる前は、マキノー海峡を渡る主な手段はフェリーであったが、1880年代から、2つの半島を結ぶ橋の構想はミシガン州議会で取り沙汰されてきた。この頃、マキノー海峡周辺の一帯、特に1875年にマキノー国立公園に指定されたマキノー島はリゾート地としての人気が定着していた。しかし冬になるとマキノー海峡がしばしば氷結するため、1年を通してフェリーを運航させることは現実的ではないとして諦観されていた。
1883年にブルックリン橋が完成したのをきっかけに、地元住民はこのマキノー海峡にも橋を架けられるのではないかと想像し始めるようになった。
1884年、セントイグナスの商店主はブルックリン橋の完成予想図に「マキノー海峡に架かる提案中の橋」という見出しをつけた新聞広告を出した。

### 架橋計画と調査

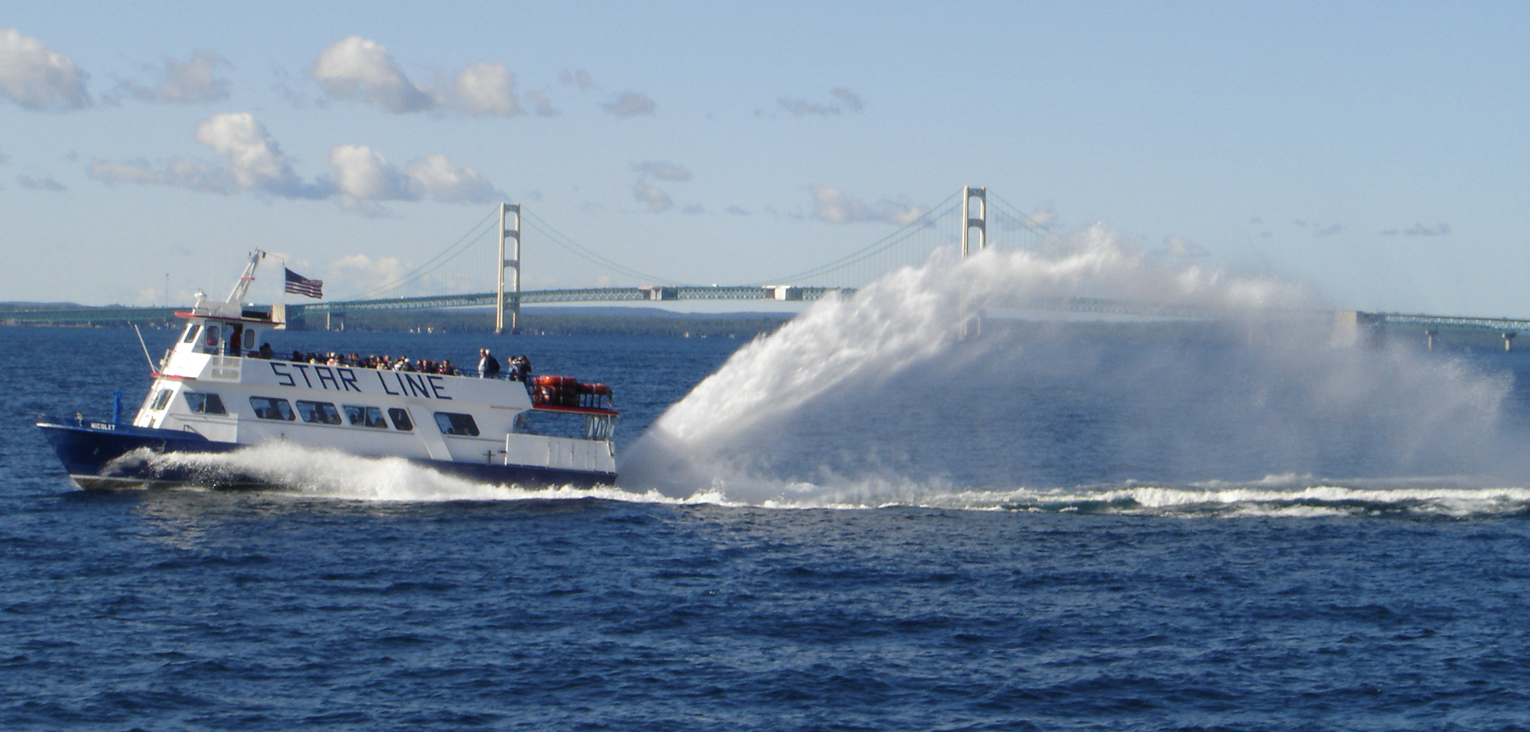
マキナック橋の前を通過するマキノー島フェリー

橋の必要性が高まっていたにもかかわらず、その後数十年にわたって公式な計画が立てられることはなかった。1920年、ミシガン州州道局の当時の局長は、マキノー海峡に浮動式のトンネルを造る案を支持していた。州政府に招かれたニューヨークのC・E・フォーラーは、マキノーシティの27km南東に位置するシボイガンからボイブラン島、ラウンド島、マキノー島の3つの島を中継してアッパー半島へと至る桁橋を架ける計画を打ち出した。
1923年、州政府は州道局に対し、マキノー海峡を渡るフェリーを復活させるように命じたが、1928年にはフェリーの運営費用が高騰したため、当時のミシガン州知事、フレッド・グリーンはマキノー海峡への架橋の採算性を調査するように命じた。州道局は架橋にかかるコストを3,000万ドルと算出し、採算が取れるという結果を出した。
1934年、ミシガン州政府はミシガン州マキノー海峡橋局（Mackinac Straits Bridge Authority of Michigan）を創設した。同局の目的は橋の採算性の調査、および債券発行による架橋のための資金調達であった。1930年代中盤、同局は2度にわたって連邦債の発行を試み、アメリカ陸軍工兵司令部および当時の大統領フランクリン・ルーズベルトの後援も得ていたが、失敗に終わった。一方、1936年から1940年にかけて、橋のルートが選定され、ルート上では地質調査のためにボーリングが行われた。
初期の計画では、橋の上を通る道路は3車線で、その下を鉄道が通る道路・鉄道共用橋となる予定であった。また、サンフランシスコ・オークランド・ベイブリッジのようにアンカーレイジを中央に置き、主塔3本の4径間吊橋となる予定であった。しかし、橋の中央部が海峡の最深部にあたっていたため、アンカーレイジをその下に沈めることは現実的であるとは考えられず、このデザインは不採用となった。
1939年から1941年にかけて、アッパー半島側から約1,200mのトラス橋部分が建設された。しかし第二次世界大戦のために資金調達が困難となり、橋の建設は一旦中断された。1947年には州政府によって海峡橋局が一旦解散された。海峡橋局はその3年後、1950年に再設され、同年6月にはプロジェクトのために技術者が集められた。翌1951年1月に技術者から出された報告書に従って、州政府は1952年4月30日、8,500万ドルの債券の発行を承認した。しかし1953年の債券市場が低調だったため、債券の発行はその後1年以上遅れた。

### 設計と建設

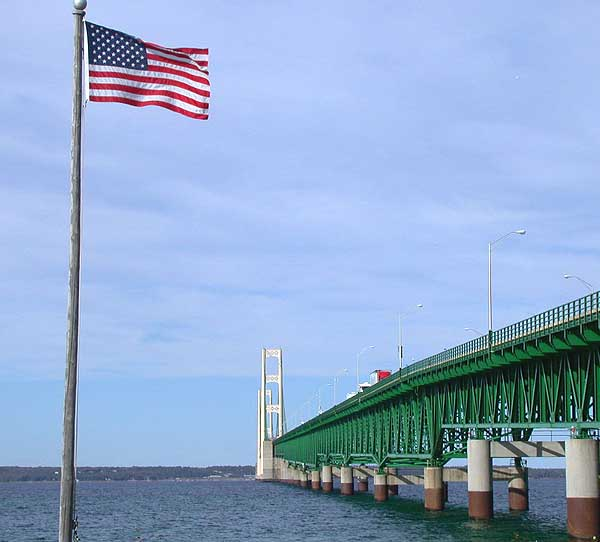
マキノーシティ側よりマキノー海峡とマキナック橋を望む

1953年1月、デイビッド・スタインマンは橋の設計担当の技術者に任命された。1953年末までには予算と契約の交渉がなされ、建設は1954年5月7日に始まった。この4,400万ドルのプロジェクトを請け負ったのはUSスチールのアメリカ国内橋梁部門（現在のアメリカン・ブリッジ・カンパニー）であった。建設には2年半を要し、5人の人命が失われた。橋は1957年11月1日に完成し、翌1958年6月25日に正式に供用開始となった。1998年6月25日、供用開始からちょうど40年後の同日に、マキノー海峡を渡った車両の総数は1億台に達した。
マキナック橋のデザインは最初のタコマナローズ橋のデザインに影響を受けている。しかし、タコマナローズ橋は風に対して不安定だったため、1940年に架橋された後すぐに落橋した。タコマナローズ橋の悲劇から3年後、スタインマンは吊橋の安定性の問題を分析して論文を著し、橋桁を支えるためにトラスを用いることと、風に対する抵抗力を持たせるために橋桁を箱形にすることを推奨した。マキナック橋の設計においては、スタインマンは自らが推奨したその両方の要素を取り入れた。

## 橋のデータ
- 全長: 8,038m
- 中央径間（主塔間）長: 1,152m
- アンカーレイジ間長: 2,626m
- 車線数: 4車線

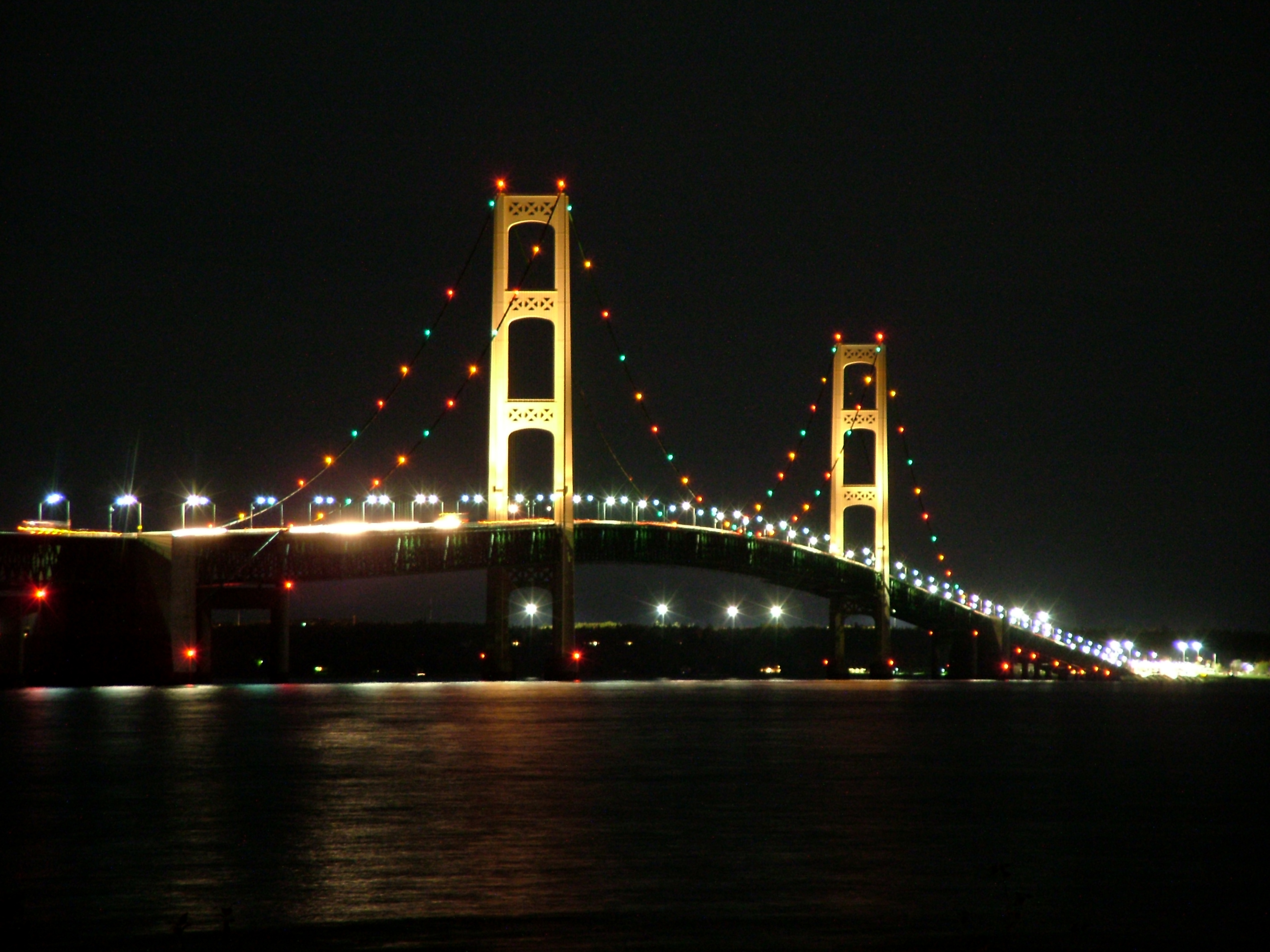
夜のマキナック橋

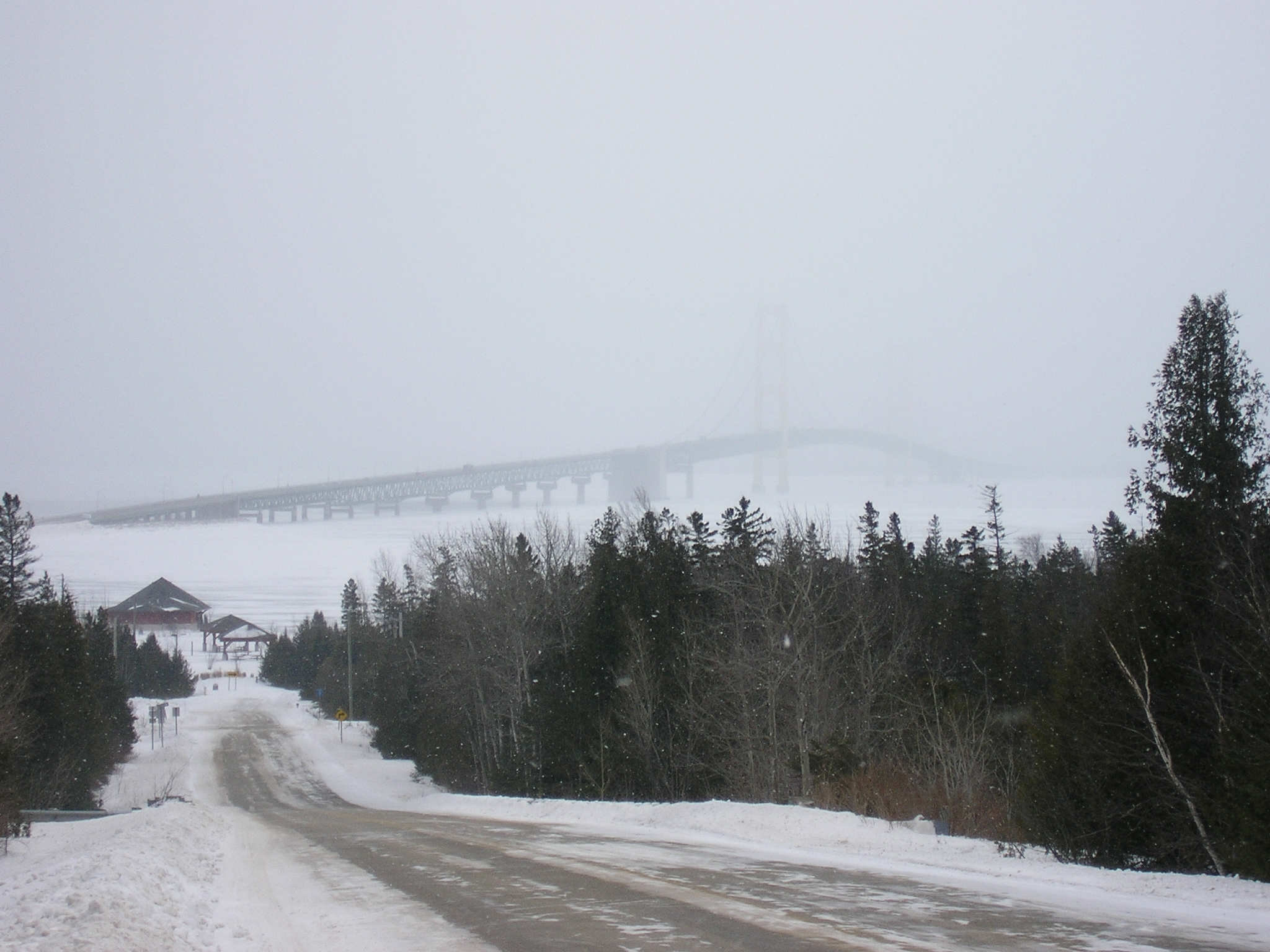
厳冬期のマキノー海峡とマキナック橋

- 車道幅: 16.6m - 外側2車線各3.7m、内側2車線各3.6m、中央分離帯0.6m、路側帯・路肩・ガードレール各0.9m
- 強化トラスの幅: 20.7m - 橋桁の車道よりも広くなっている。
- 橋桁の高さ: 水面から約60m
- 橋桁下: 中央径間部で水面から47m
- 建設総費用: 9,980万ドル - 1957年当時
- 水面からの主塔の高さ: 168m
- 水面下の主塔の最大の深さ: 64m
- ケーブルの総延長: 68,000km
- 年間交通量: 4,236,491台/1日平均11,608台 - 2005年

マキナック橋は2007年現在、州間高速道路75号線の有料橋となっている。州間高速道路75号線が開通する前には、この橋の上には国道27号線が通っていた。橋上の制限速度は一般乗用車72km/h、大型トラック32km/hである。また、トラックは橋上においては152m以上の車間距離をとることを要求されている。
毎年労働者の日にはマキナック橋ウォークというイベントが開かれる。このイベントのため、労働者の日には4車線あるうちの2車線が車両通行止めとなり、イベントの参加者に開放される。